# Igreja de São Bartolomeu (Pontevedra)
A Igreja de São Bartolomeu (Iglesia de San Bartolomé) é uma igreja barroca localizada na cidade de Pontevedra na Espanha. Está na rua Sarmiento, perto do antigo portão de Santa Clara ou Rocheforte das antigas muralhas da cidade. A igreja fica ao lado do Colégio da Companhia de Jesus, hoje pertencente ao Museu de Pontevedra.

## História
A igreja foi construída entre 1695 e 1714, pela Companhia de Jesus, de acordo com os planos da igreja de Gesù em Roma. É a igreja do Colégio ligado a ela que os jesuítas possuíam na cidade entre 1650 e 1767, o ano de sua expulsão da Espanha. Este antigo templo jesuíta foi consagrado em 14 de julho de 1714,
A escolha do local para a construção da igreja foi feita em 1685. Pedro Monteagudo, fez o projeto, no modelo da igreja de Gesù (Roma). Na igreja, há uma escultura incomum da Virgem da O grávida. A igreja sobreviveu ao Sismo de Lisboa de 1755, mas foram adicionados contrafortes no lado esquerdo para protegê-la e consolidar as fundações,
A igreja foi transformada em igreja paroquial em 1836, quando substituiu a igreja de São Bartolomeu o Velho, que ocupava o local onde hoje fica o teatro principal de Pontevedra.

## Descrição
A Igreja de São Bartolomeu é um grande edifício solene e um dos poucos exemplos existentes na arquitetura barroca italiana da Galiza, muito diferente daquela do barroco galego. Com esta igreja, o chamado barroco internacional foi introduzido na Galiza.
Tem uma planta em cruz latina inscrita em um retângulo. A igreja é composta por três naves com três seções e um transepto com uma capela principal entre duas sacristias. Recorda igrejas italianas como o Gesù em Ferrara, o Gesù em Lecce ou a Igreja da Companhia em Veneza, entre outras. As naves laterais são cobertas com abóbadas de arestas em seções e a nave principal com abóbada de berço. A cúpula fica em pendículos. No interior, existem importantes esculturas da escola de Valladolid, como a Madalena Penitente e a escola barroca de Santiago de Compostela.
Na sua fachada, as 6 grandes colunas dóricas, as torres e o frontão superior são características do barroco jesuíta. Há também o brasão de armas da família Pimentel, na parte superior um grande brasão de armas da Espanha em pedra e, no centro, uma escultura da Virgem Maria num nicho.

## Galeria

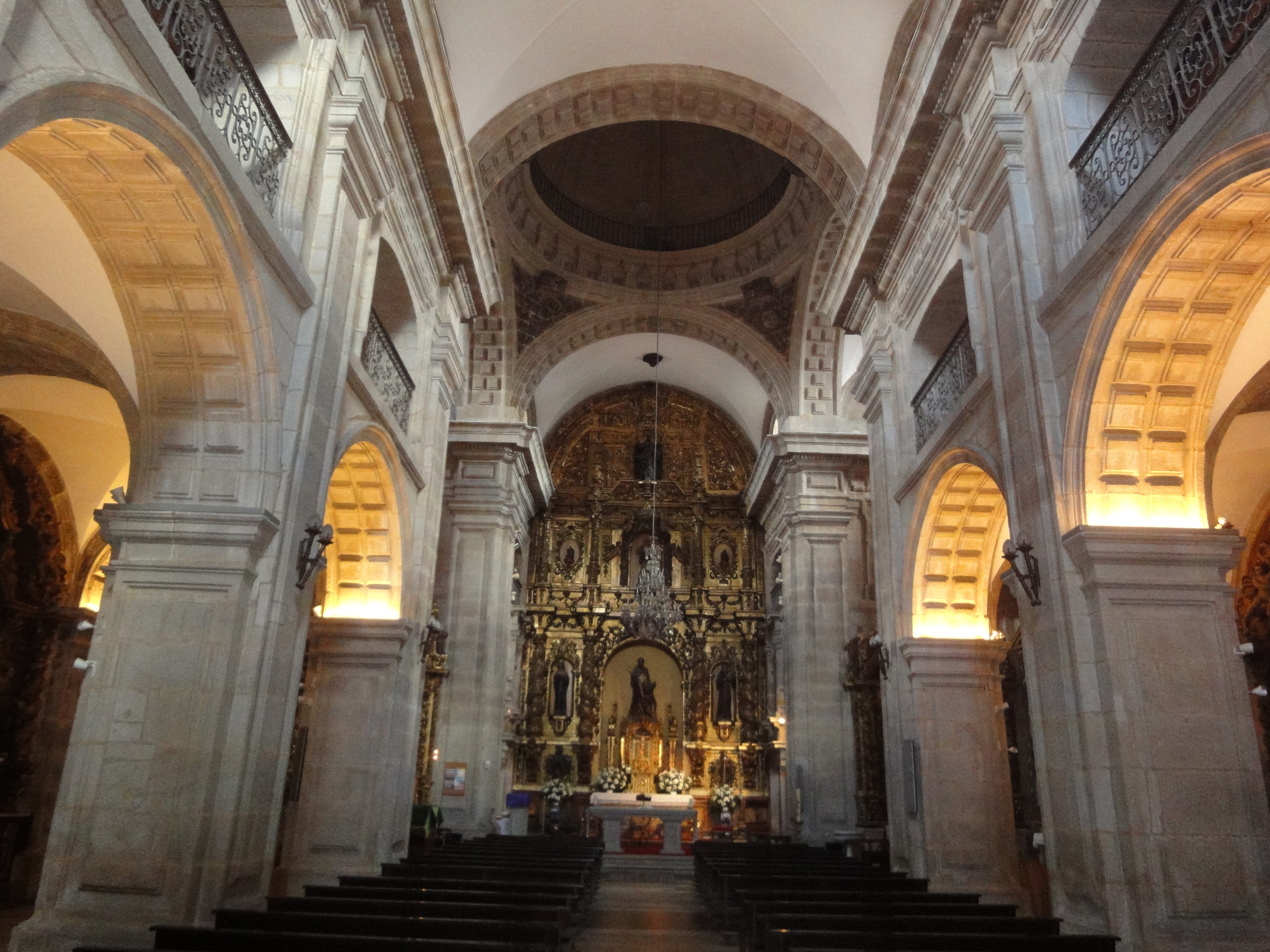
Nave central da igreja
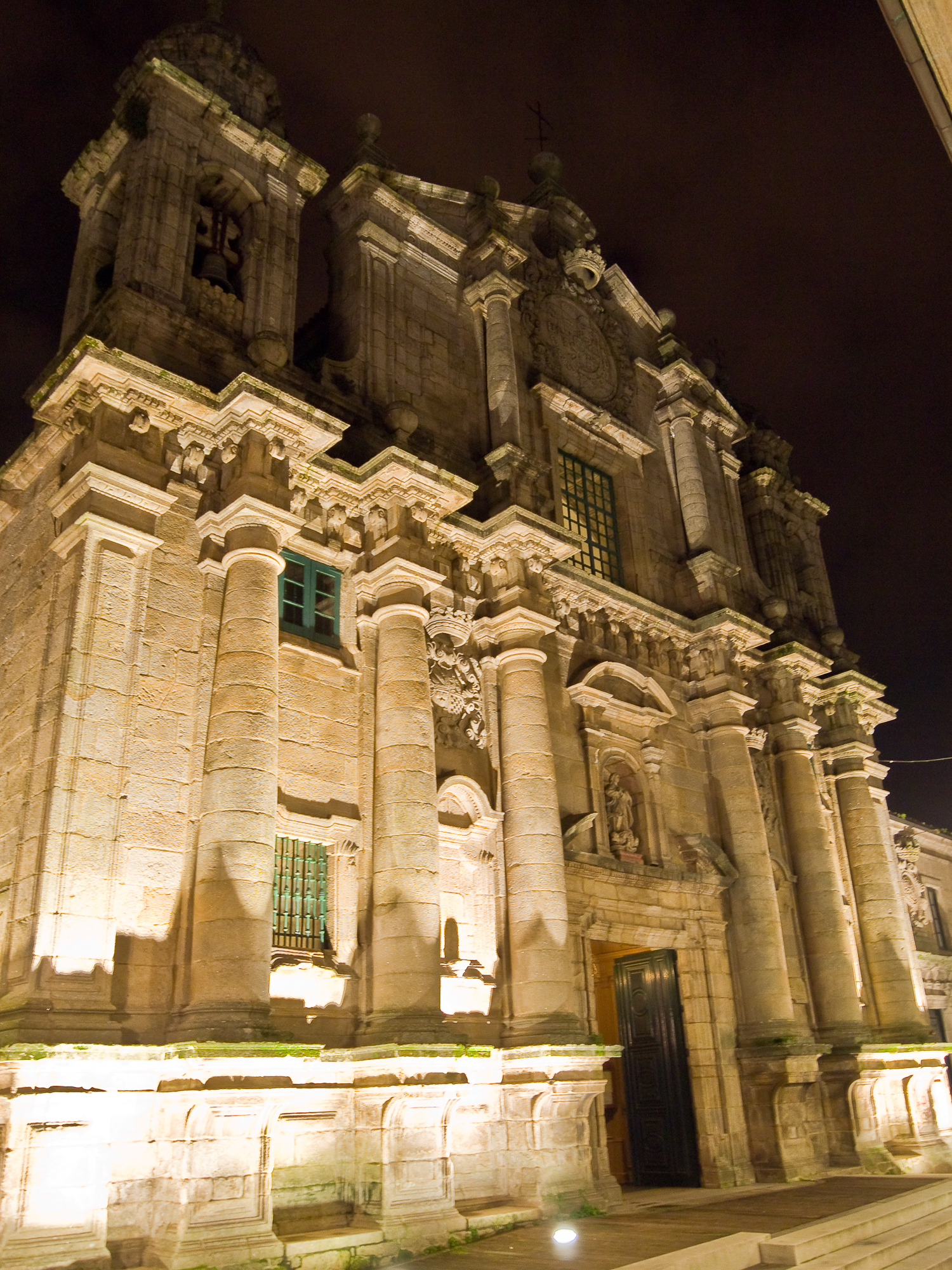
A igreja à noite
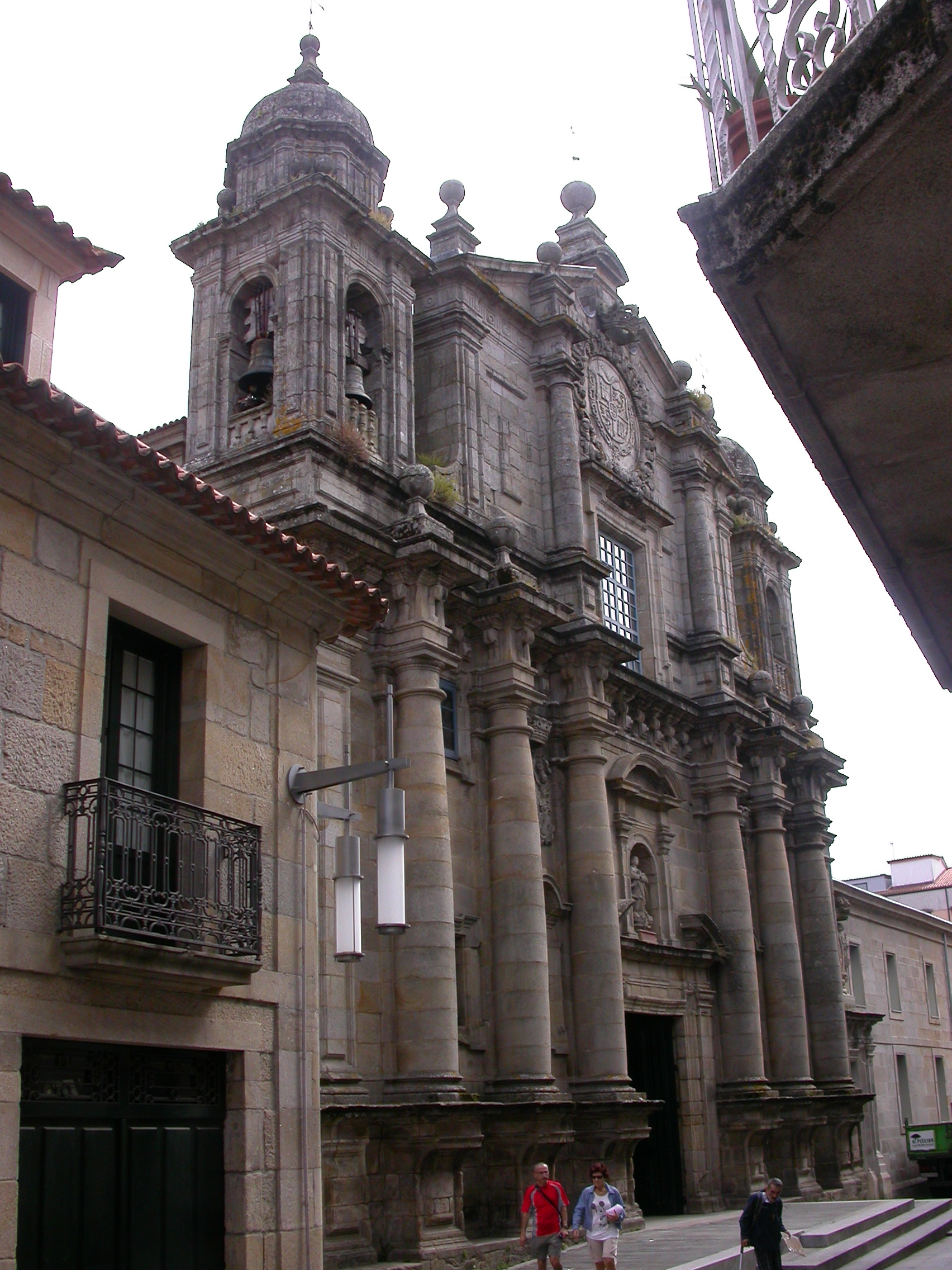
Igreja de São Bartolomeu
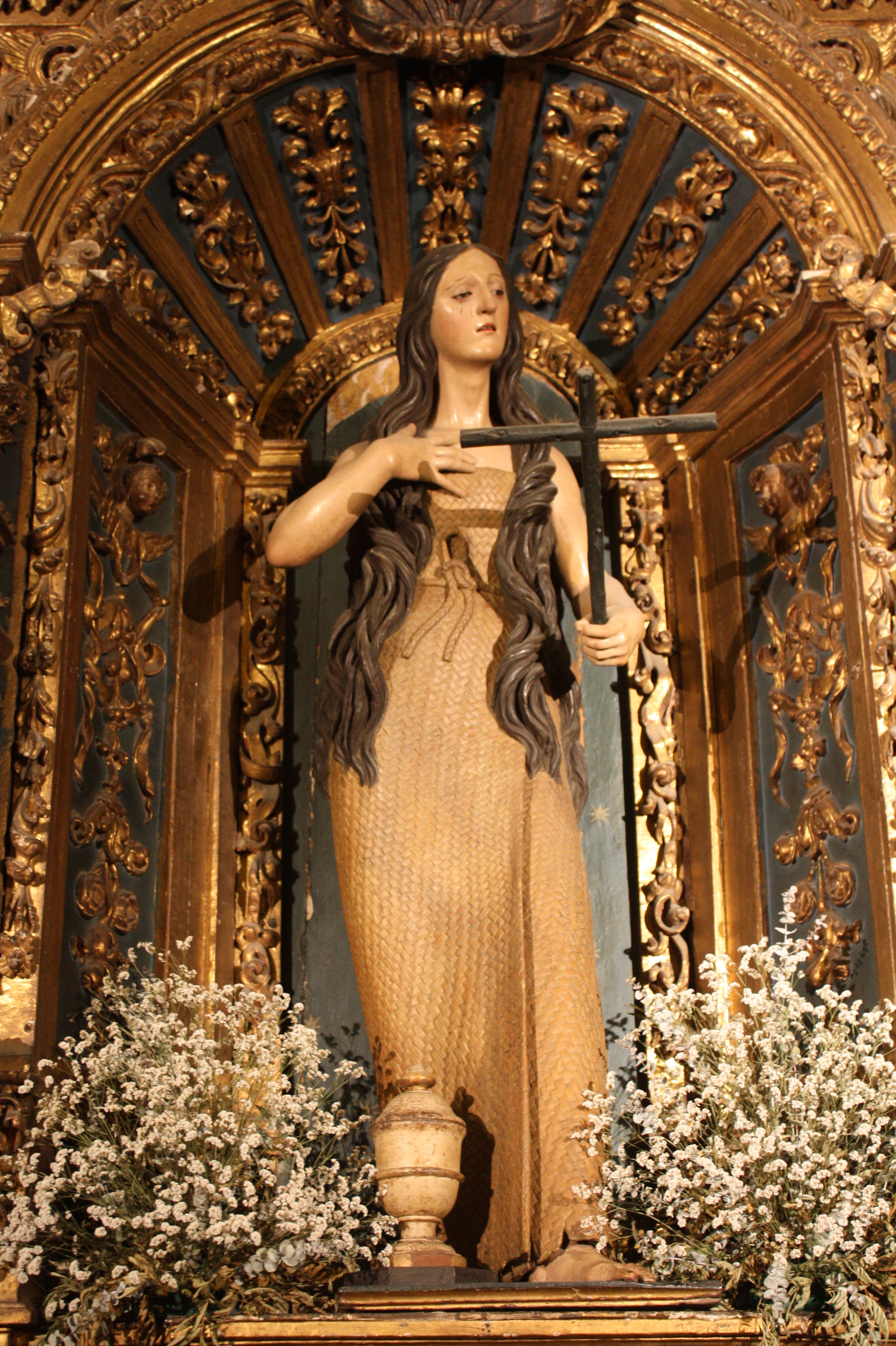
Madalena Penitente
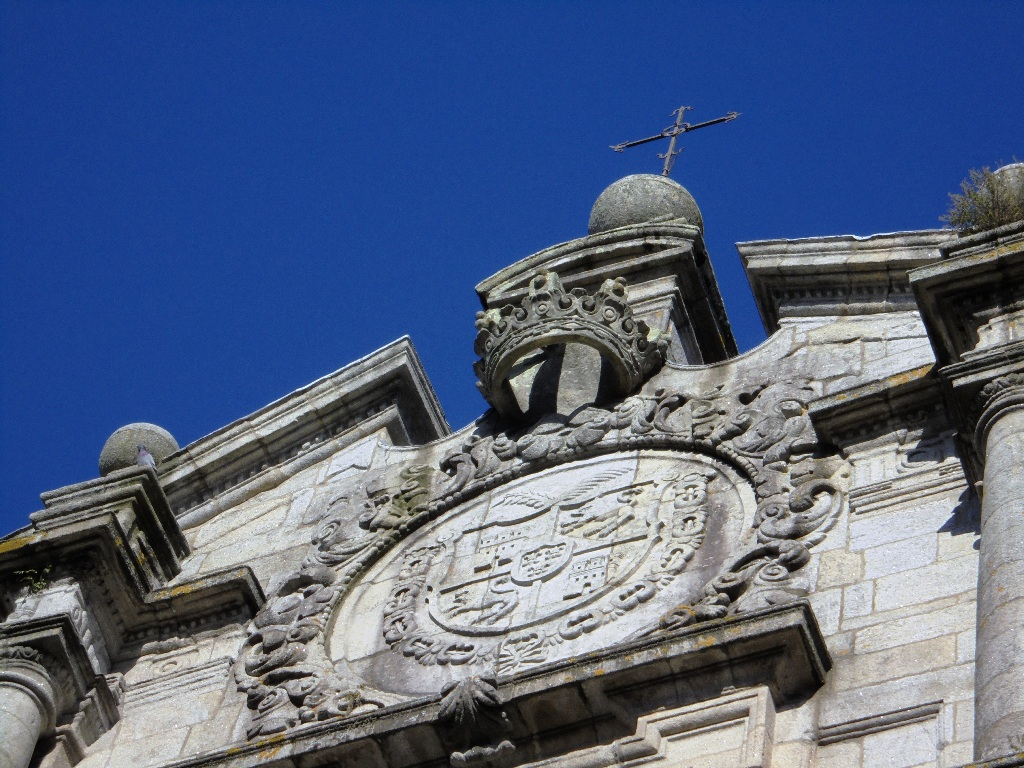
Brasão de Espanha no topo da fachada
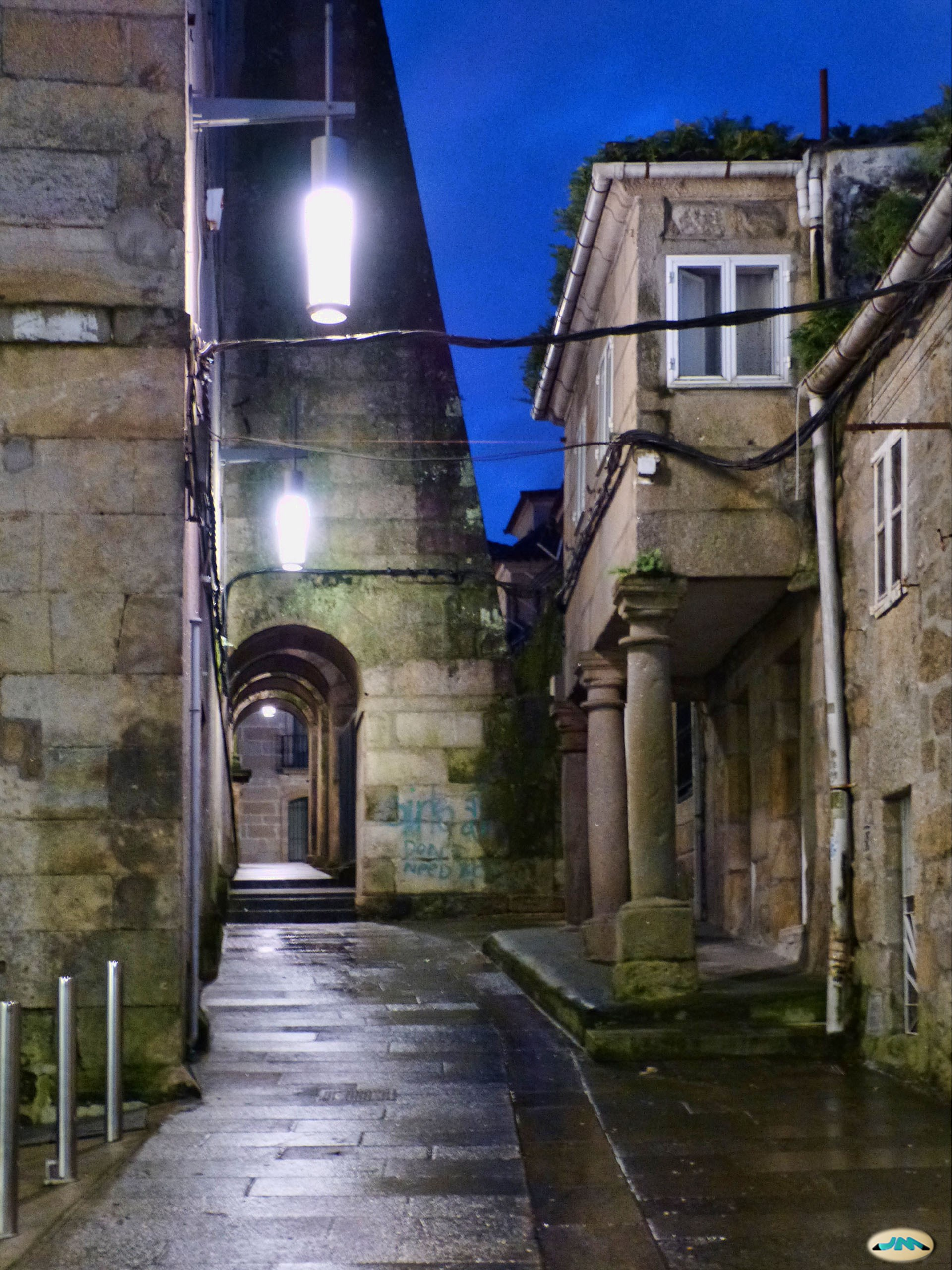
Contrafortes do lado esquerdo
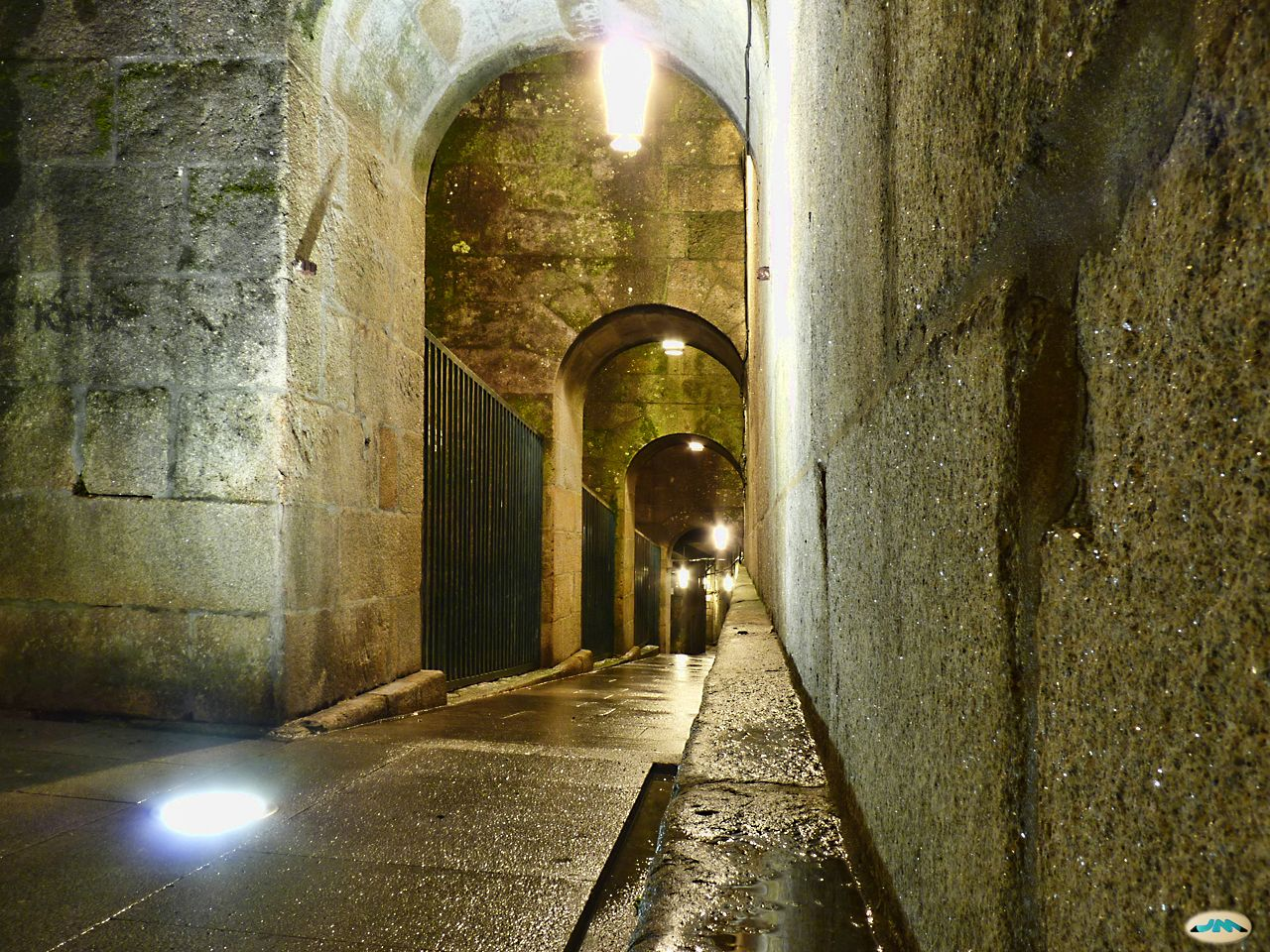
Passagem sob os contrafortes
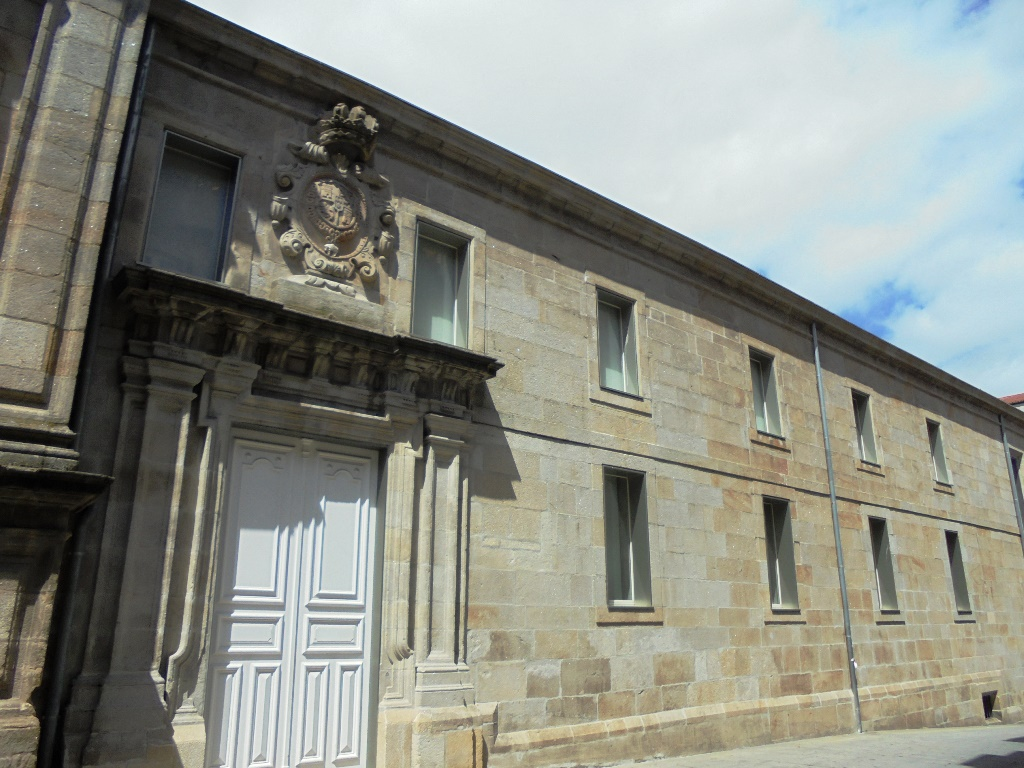
Colégio da Companhia de Jesus
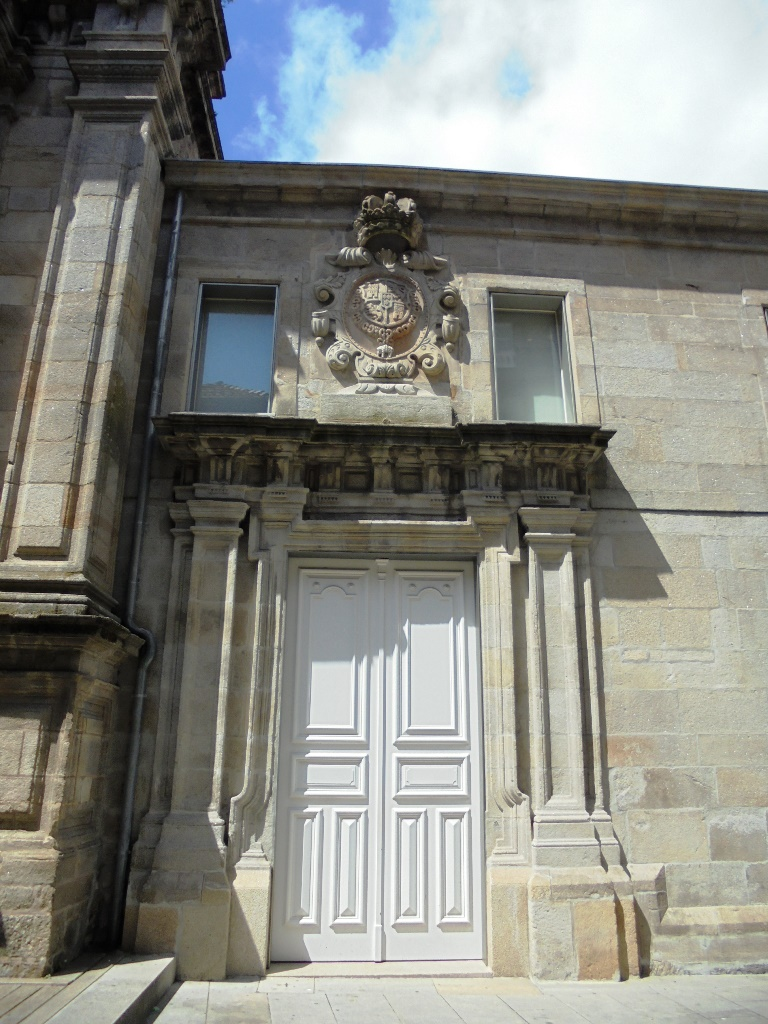
Brasão do colégio da Companhia de Jesus

### Outros artigos
- Rua Sarmiento
- Arquitetura barroca
- Capela da Virgem Peregrina